# Макс (Цілком таємно)

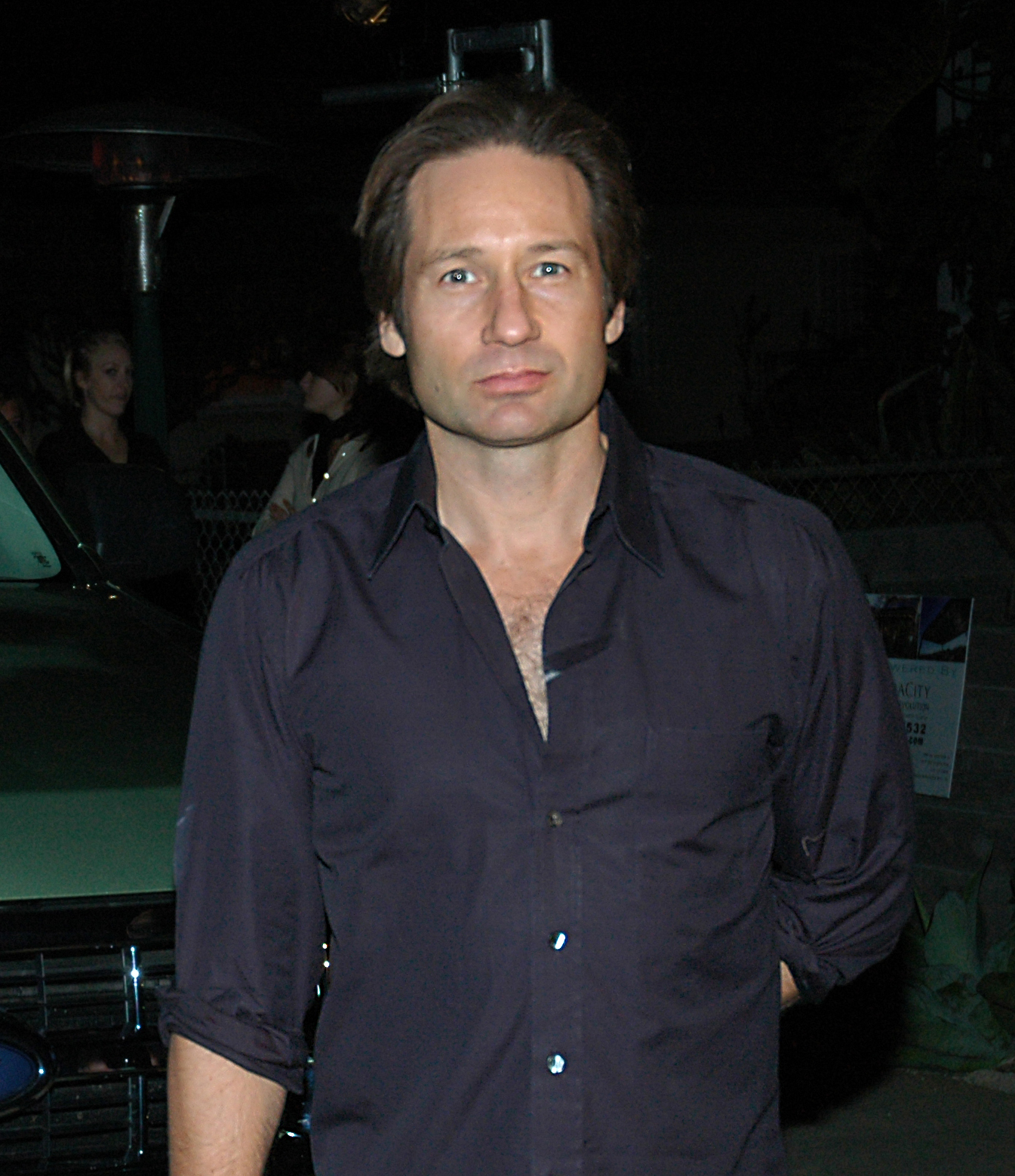

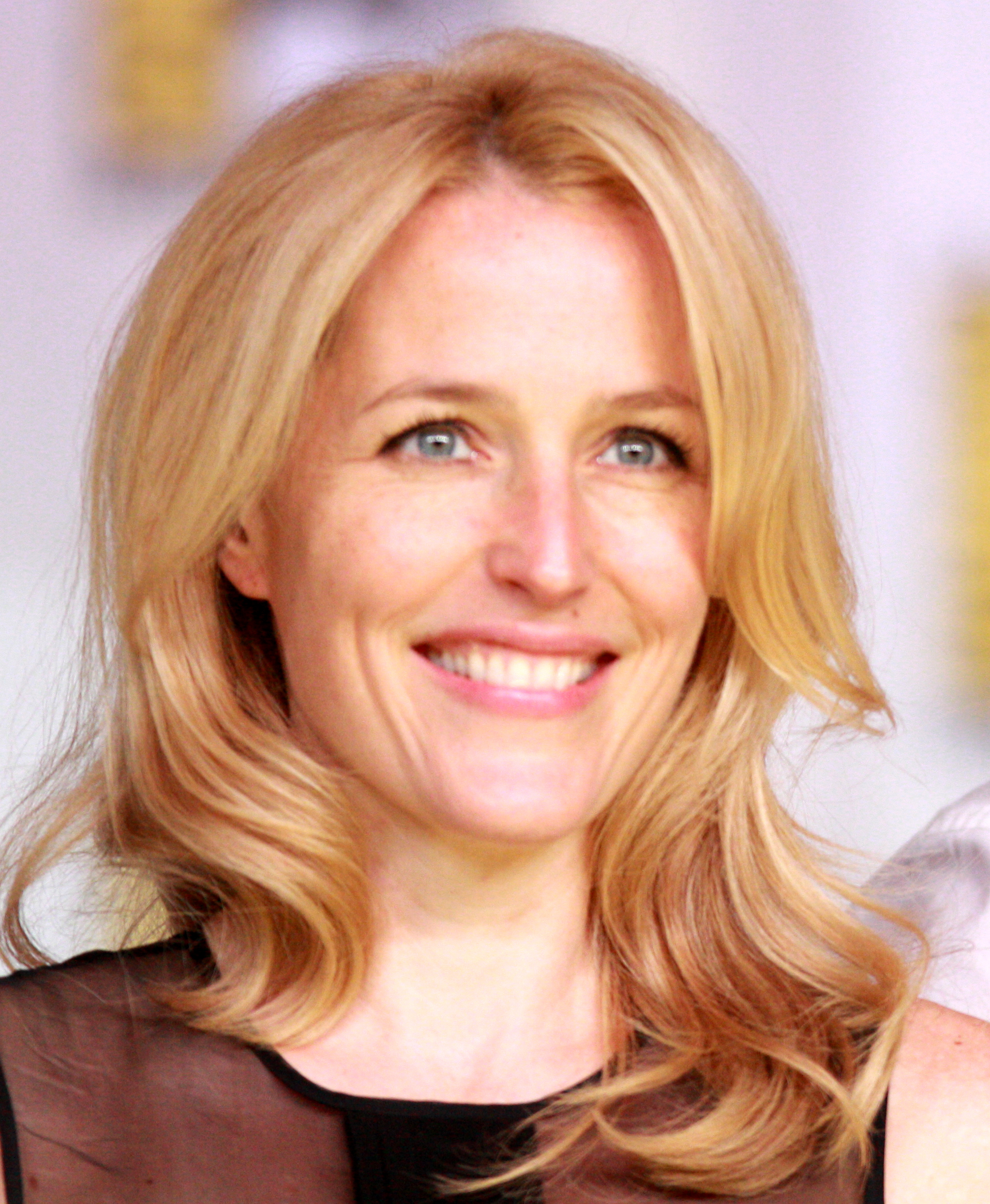

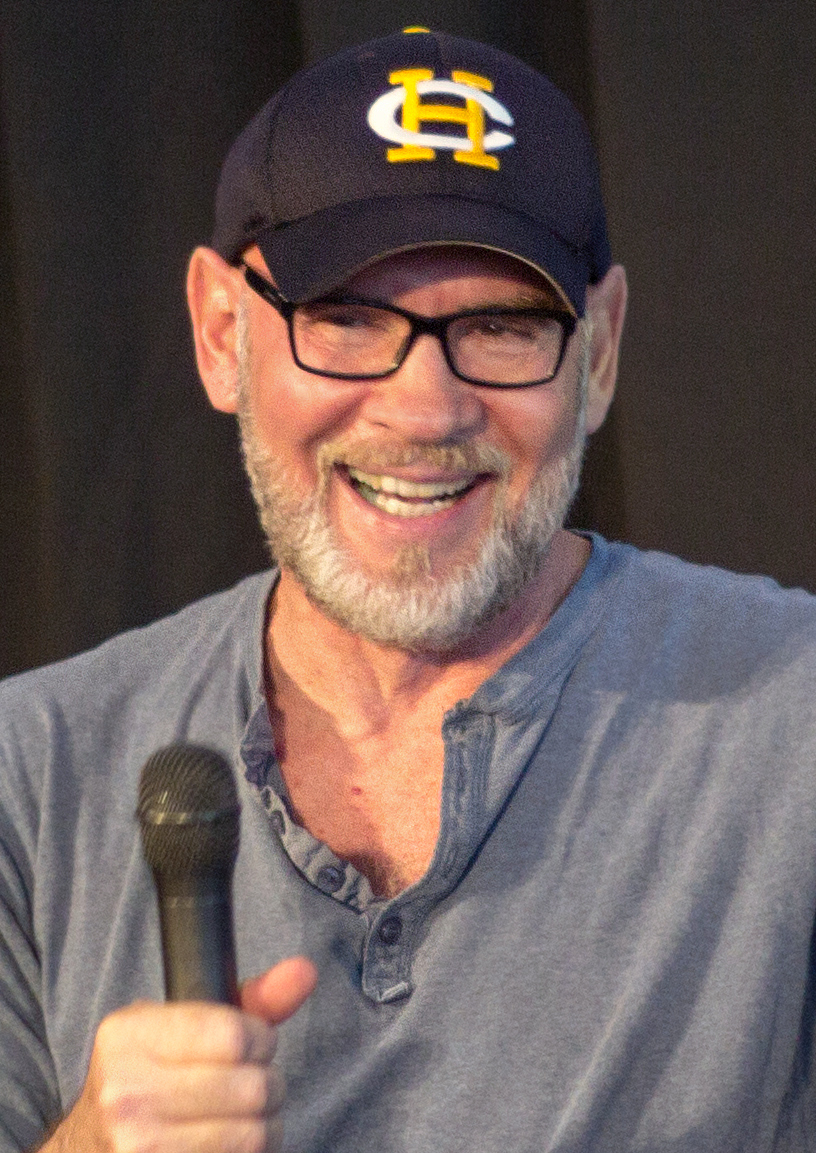

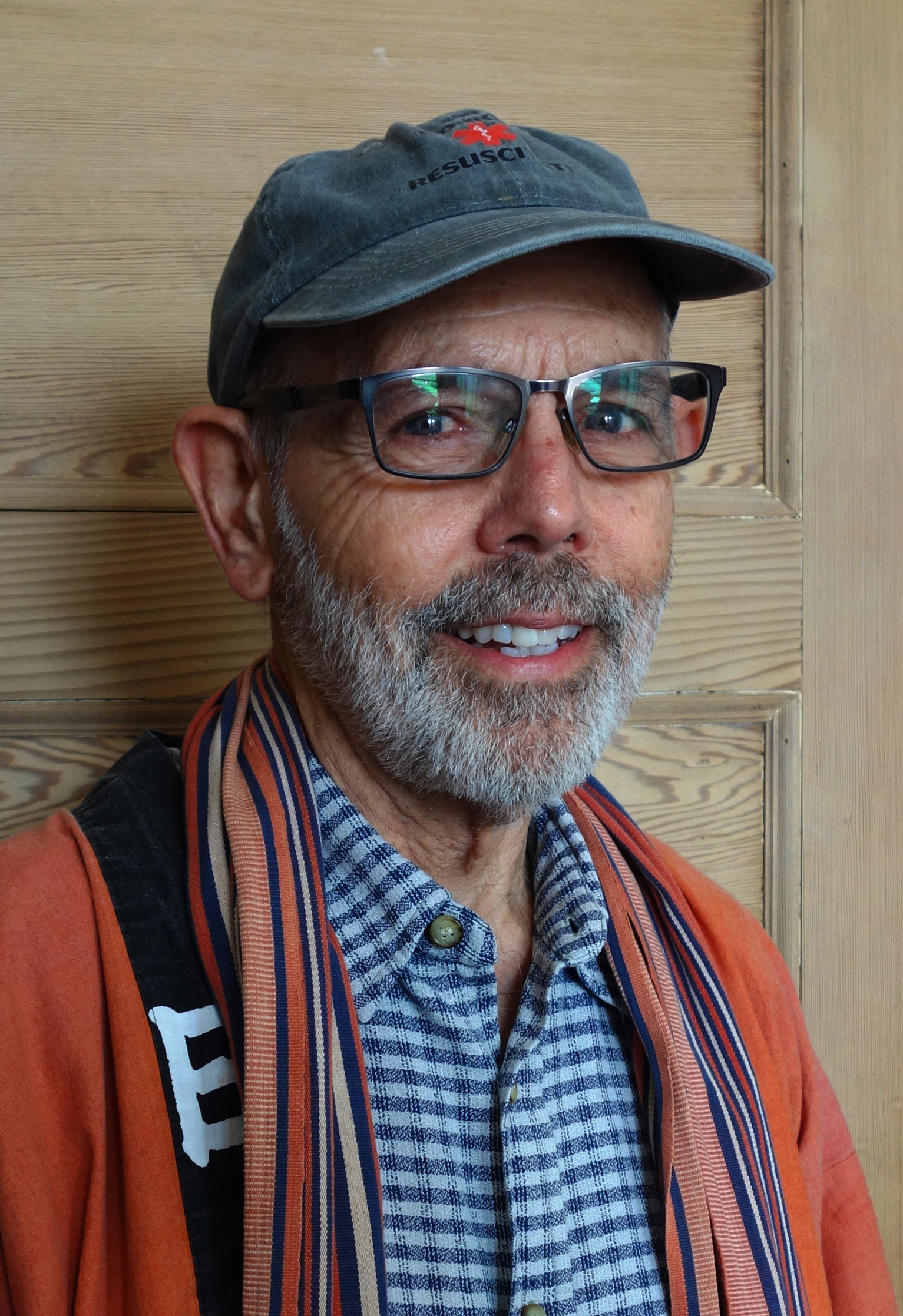

Макс (Max) — вісімнадцята серія четвертого сезону американського науково-фантастичного телевізійного серіалу «Цілком таємно». Прем'єра в мережі «Фокс» відбулася 23 березня 1997 року.
Після аварії літака, в якій загинув викрадений інопланетянами Макс Феніг, Малдера переслідує вбивця, який шукає викрадену у прибульців частину артефакту. «Макс» — це друга частина сюжету; продовжується з попереднього епізоду, «Пам'ятай про смерть».
Серія за шкалою Нільсена отримала рейтинг домогосподарств 11,6 з часткою 18 — приблизно 11,6 % всіх телевізорів сімей та 18 % відсотків домогосподарств, які переглядають телевізор, були налаштовані на серію; загалом 18,34 мільйона глядачів переглянули епізод під час його первісного ефіру.

## Зміст
Істина за межами досяжного
Малдера намагаються захопити під водою аквалангісти та на катері спрямовують до берега. Там на нього чекають чатові.
У Вашингтоні Скаллі намагається врятувати важко пораненого Пендрелла, поки поранений Скотт Гарретт, чоловік у чорному, втікає. Помічник директора Скіннер приїжджає незабаром після цього і повідомляє Скаллі, що накази щодо захисту Фріша були підроблені, і він заарештований за надання неправдивих показань. У Дейни знову кровотеча з носа. Скаллі звільняє Малдера від ув'язнення і повідомляє йому «офіційне» пояснення падіння, що Фріш і Гонзалес спричинили аварію, помилково наклавши координати військового винищувача (Ф-15 Ігл) з пасажирським літаком, і що Фріш збрехав, щоб приховати його. Малдер скептично ставиться до цього пояснення, і вважає, що НЛО, який він розбитим виявив під водою — це дійсно те, що було причетно до аварії. Скаллі каже Малдеру, що Шарон насправді не сестра Макса, а скоріше безробітна інженерка з авіації, яка познайомилася з Максом у психіатричному закладі. Вона також каже йому, що Пендрелл помер від ран під час замаху на сержанта Фріша.
Малдер і Скаллі відвідують трейлер Макса і переглядають стрічку про нього, де він розповідає щодо пошуків доказів існування інопланетян. Військові тим часом дістають розбитий НЛО з озера, включаючи тіло прибульця, загиблих та одного живого постаждалого.
Агенти відвідують Міллара, розслідування якого не змогло довести чи спростувати історію прикриття військових. Малдер розповідає Міллару те, що він вірив — військові намагаються замести сліди. Малдер вважає, що Макс сів на літак із переконанням щодо втручання чужорідного життя і що НЛО зупинив літак, викравши Макса і матеріальний доказ існування позаземного життя, який віз Феніг. Однак військовий літак перехопив обидва літаючі об'єкти з наказом атакувати НЛО. Поки Макса намагалися повернути, військовий літак вдарив, внаслідок чого зазнав аварії як НЛО, так і пасажирський літак. І так зникло 9 хвилин на годинниках — «549-й» випав з енергетичного променя і поринув у вільне падіння.
Малдер знову відвідує трейлер Макса — там гармидер і управитель стоянки. Фокс переглядає його пошту, знаходячи квитанцію на багаж. Скаллі відвідує Шарон, вона знаходиться у психіатричній установі Джорджтауна, яка каже Скаллі, що вона викрала технології у свого роботодавця, і що Макс вважав — він чужий. Лице Шерон в пухирях — як у Макса. Пристрій був з трьох зчеплених частин, одну, яку вона мала, одну, яку він приніс у літаку, і ще третю. Малдер використовує квиток на сумку для отримання третього пристрою в аеропорту Генкок (Сіракузи) і прямує в літаку, щоб повернутися до Вашингтона. Багаж на митниці випромінює радіацію. Гаррет, який також на борту, сидить поруч. Малдер розуміє, хто такий Гаррет, і тримає його на прицілі. Гаррет байдуже каже Малдеру — якщо він вистрелить в нього, літак знизить висоту, і він зможе втекти з парашутом, який має при собі. Малдер ув'язнює Гаррета в туалеті літака. Фокс по телефону повідомляє Дейні — його годинник зупинився. Гаррет з'являється з неметалічним самопалом і наказує йому віддати пристрій.
Раптом літак починає тремтіти, і крізь вікна світяться яскраві вогні. Коли літак спадає вниз, Малдер переконує відпустити сумку — щоб її забрали прибульці. У Малдера пропало дев'ять хвилин, він не пам'ятає про те, що сталося. Агенти востаннє відвідують Шарон (у неї пухирі на лиці) в трейлері Макса і прощаються.
У вас хороша історія. Можете продати її Голлівуду.

## Створення
У цьому епізоді письменники вирішили «вбити» агента Пендрелла. Актор Брендан Бейзер зобразив героя у восьми інших серіях, вперше з'явившись у третьому сезоні епізоду «Нісей». Вал Стеффоф, помічник режисера знімальної групи, хотів взяти участь, сказавши режисеру Кіму Маннерсу: «Ви знаєте, я можу діяти»; це призвело до того, що Стеффоф знявся як бармен. Пісня «Unmarked Helicopters» гурту Soul Coughing лунає в сцені у трейлері Макса Феніга; вона також з'явилася на альбомі-компіляції «Songs in the Key of X: Music from and Inspired the X-Files».
Початкова сцена була знята в маленькому приміщенні у Ванкувері. Для зйомки сцени використовували ширококутні лінзи — актори насправді не мали багато місця для плавання. Таке знімання робило вигляд, що актори насправді пропливають певну відстань, тоді як вони пропливали лише 10-12 футів (3-4 м). В наступній сцені, у якій Малдер виходить на берег, при зйомці йшов дощ і було дуже холодно. Акторський склад через це був втомлений більше, ніж зазвичай.
На зйомку сцени викрадення прибульцями знадобилося кілька днів. Зйомки кабіни літака були здійснені в справжньому тренажері польоту, окремо від набору літака, який використовувався для решти внутрішніх зйомок. Зовнішні сцени були зняті в міжнародному аеропорту Ванкувера. Виконавчого продюсера Джона Шибана попросили написати промову для Гарретта в сцені, у якій Малдер зустрічає його в літаку. Натхненний виступом Орсона Веллса в «Третій людині», Шибан написав монолог як прояв прихильності до фільму. Сцени останніх ефірних моментів в літаку включали 80 акторів, яких Маннерс вважав «вісімдесятьма найкращими помічниками, з якими я коли-небудь працював». Кілька акторів були віком до чотирьох років, Кріс Картер зазначив, що на сцені виграють в показі дітей-акторів.
Промінь світла, який вибивався з НЛО, був досягнутий шляхом накладання декількох променів з іншими елементами, включаючи кран, що ніс прожектор (запозичений у канадської берегової охорони) — а також спрей з аерозолем, який поєднувався для створення фінального знімка.

## Сприйняття
Прем'єра на мережі «Фокс» відбулася 23 березня 1997 року, і було вперше показано у Великій Британії на BBC Two 21 січня 1998 року. Епізод отримав рейтинг домогосподарств Нільсена 11,6 з часткою 18 — приблизно 11,6 % всіх телевізорів сімей та 18 % відсотків домогосподарств, які переглядають телевізор, були налаштовані на серію; загалом 18,34 мільйона глядачів переглянули епізод під час його первісного ефіру.
Серія отримала неоднозначні та позитивні відгуки критиків. Оглядачка The A.V. Club оцінила епізод на A−. Вона не була переконана, що епізод разом із «Tempus Fugit» заслуговує, аби його розтягнули на дві частини. Паула Вітаріс для Cinefantastique оцінила «Макс» в 1.5 зірки з чотирьох. Вона відзначила візуальні ефекти епізоду; однак мала переконання, що обидві частини краще були б «напруженим одним епізодом». Вітаріс також вважала, що підсумковий акт епізоду, де показують Малдера у літаку, є «сирим» — Фокс нехарактерно ставить під загрозу цивільне населення. Роберт Шірман та Ларс Пірсон у своїй книзі «Хочемо вірити: критичний посібник з Цілком таємно, Мілленіуму та Одиноких стрільців», оцінили епізод 4 зірками з п'яти й описали його як «міцний, вельми солідний, дотепний і зворушливий».

## Знімались
| Актор             | Роль             |
| ----------------- | ---------------- |
| Девід Духовни     | Фокс Малдер      |
| Джилліан Андерсон | Дейна Скаллі     |
| Мітч Піледжі      | Волтер Скіннер   |
| Джо Спано         | Майк Міллар      |
| Том О'Браєн       | сержант Луї Фріш |
| Скотт Белліс      | Макс Феніг       |
| Клінтон Крейн     | Шарон Граффіа    |
| Брендан Бейзер    | Пендрелл         |
| Девід Палффі      | Темний чоловік   |